# Elin Gustavsdotter (Sture)
Elin Gustavsdotter (Sture) död 1495, var en svensk adelsdam, gift med riksrådet Erik Axelsson (Tott), som var riksföreståndare och svensk regent två gånger; 1457 och 1466-1467. 
Elin Gustavsdotter (eller Gustafsdotter) var dotter till den svenske adelsmannen Gustav Algotsson (Sture). I september år 1466 giftes Elin bort med Erik Axelsson, vars första fru hade dött; äktenskapet var arrangerat som ett led i Axelssons politik att fästa sin ställning inom den svenska adeln, och senare samma år blev han mycket riktigt vald till riksföreståndare och regent. Elin blev därmed rikets så kallade första dam och intog den roll vid svenska hovet som annars intogs av en drottning. 1467 avsade sig maken ämbetet och bosatte sig i Finland. Elin fick inga barn. 